# Eviota nebulosa
Eviota nebulosa är en fiskart som beskrevs av Smith, 1958. Eviota nebulosa ingår i släktet Eviota och familjen smörbultsfiskar. Inga underarter finns listade i Catalogue of Life.